# Belgische Zwerggriffons
Die Belgischen Zwerggriffons sind drei sehr ähnliche belgische Hunderassen, die von der FCI anerkannt sind (FCI-Gruppe 9, Sektion 3, Standard Nr. 80, 81, 82). Die drei Rassen unterscheiden sich nur in Farbe, Struktur und Länge des Fells. Sie dürfen alle frei miteinander verpaart werden, und in einem Wurf können Welpen aller drei Rassen vorkommen.

## Rassen
Die drei Rassen der Belgischen Zwerggriffons sind:
- Der Griffon Bruxellois (Brüsseler Griffon, FCI 80). Rauhaarig, mit Bart. Rot, rötlich; ein schwarzer Anflug ist am längeren Haarbehang des Kopfes erlaubt.
- Der Griffon Belge (Belgischer Griffon, FCI 81). Rauhaarig, mit Bart. Schwarz oder schwarz mit Loh. Die lohfarbenen Abzeichen müssen rein und von einheitlicher, satter Farbe sein.
- Der Petit Brabançon (Brabanter Griffon, FCI 82). Glatthaarig; Es sind die gleichen Farben erlaubt wie bei den anderen beiden Rassen, zusätzlich mit schwarzer Maske.

Der Rassestandard legt fest, dass bei allen drei Rassen einige wenige weiße Haare an der Brust geduldet werden, aber nicht erstrebenswert sind. Die Ohren sind klein, dreieckig und nach vorne geklappt. Rute und Ohren wurden früher kupiert, was aber heute in den meisten westeuropäischen Ländern verboten ist.